# Charlotte Chatton
Pour les articles homonymes, voir Chatton.
Charlotte Chatton, née en 1975 est une actrice britannique ayant joué le rôle de Madeleine Astor dans le film Titanic de James Cameron sorti en 1997.

## Filmographie

### Cinéma
- 1991 : A Small Dance : Leanne
- 1992 : Dakota Road : Jen Cross
- 1996 : Hellraiser 4 (Hellraiser: Bloodline) : Genevieve Lemerchant
- 1997 : Annie's Garden : Annie Thomas
- 1997 : Stand-ins : Peggy
- 1997 : Titanic de James Cameron : Madeleine Astor
- 2001 : Exploding Oedipus : Susan

### Télévision
- 1986 : Dramarama (série télévisée) (1 épisode) : Elaine
- 1990 : The Secret Cabaret (série télévisée) (2 épisodes)
- 1992 : Inspecteur Morse (série télévisée) (1 épisode) : Marilyn Garrett
- 1993 : The Chief (en) (série télévisée) (1 épisode) : Frankie
- 1994 : Good King Wenceslas (téléfilm) : Princesse Johanna
- 1995 : The Show Formerly Known as the Martin Short Show (téléfilm) : Whitney Gallo/Britney Pierce
- 1995-1996 : Docteur Quinn, femme médecin (série télévisée) (11 épisodes) : Emma
- 1998 : Beyond Relief: Fact or Fiction (série télévisée) (1 épisode) : Beverly